# Toetrakan
Toetrakan (Bulgaars: Тутракан) is een stad en een gemeente in de Bulgaarse oblast Silistra. De stad Toetrakan is het administratieve centrum van de gelijknamige gemeente Toetrakan.

## Ligging
De stad Toetrakan ligt in de historische regio Dobroedzja. De steden grote steden in de buurt zijn Silistra (62 km) en Roese (58 km).

## Bevolking
Op 31 december 2018 telde de stad Toetrakan 7.744 inwoners, terwijl de gemeente Toetrakan, inclusief de nabijgelegen 14 dorpen, 13.538 inwoners had. Net als elders in Bulgarije heeft ook Toetrakan te kampen met een dramatische bevolkingskrimp. 
| stad Toetrakan     | 8.674  | 7.183  | 9.592  | 9.926  | 11.425 | 12.122 | 11.573 | 10.369 | 8.641  | 7.744  |
| gemeente Toetrakan | 22.433 | 23.348 | 26.738 | 25.741 | 24.698 | 23.453 | 21.774 | 19.306 | 15.374 | 13.538 |

#### Religie
In Toetrakan wonen van oudsher christenen als moslims. Volgens de optionele volkstelling van 2011 verklaarde 61,7% van de bevolking lid te zijn van de Bulgaars-Orthodoxe Kerk, terwijl zo’n 23,6% islamitisch was. Er leefden verder ook kleinere groepen protestanten (0,6%) en katholieken (0,4%). Verder heeft 3,6% van de bevolking geen religie en 10,1% heeft er liever geen antwoord op willen geven.
Bestuurlijk centrum: Silistra
 Alfatar · Doelovo · Glavinitsa · Kaïnardzja · Silistra · Sitovo · Toetrakan